# Lengfeld (Odenwald)
Lengfeld ist einer der sechs Ortsteile der Gemeinde Otzberg im südhessischen Landkreis Darmstadt-Dieburg.

## Geographie
Lengfeld liegt circa 200 Meter über dem Meeresspiegel an den nördlichen Ausläufern des hessischen Odenwaldes. Der Ort war bis zum freiwilligen Zusammenschluss am 31. Dezember 1971 mit fünf weiteren Gemeinden zur neuen Gemeinde Otzberg im Zuge der Gebietsreform in Hessen eine selbstständige Gemeinde. Heute ist Lengfeld mit über 2400 Einwohnern der Verwaltungsmittelpunkt Otzbergs.

### Geographische Lage

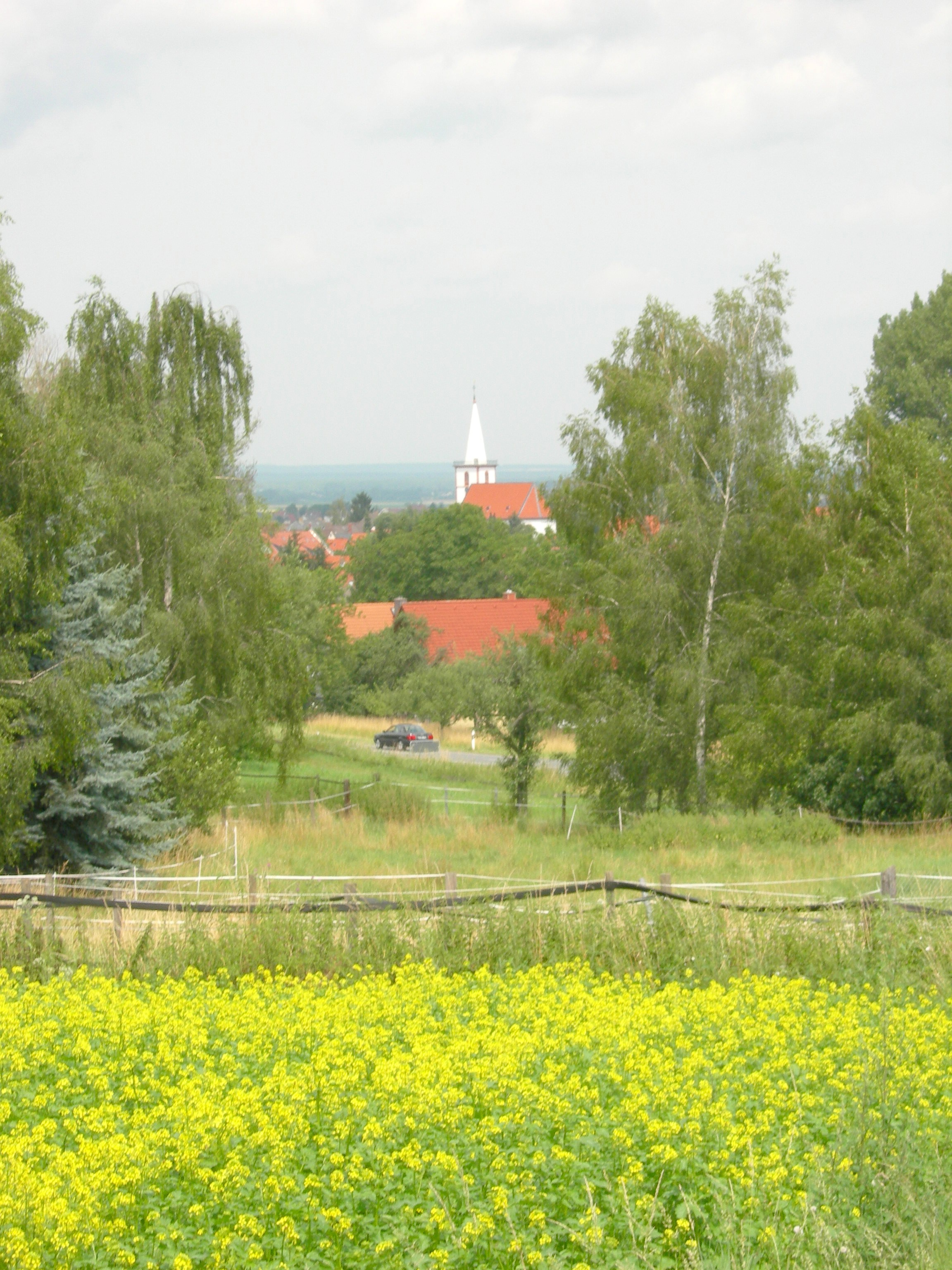
Idyllisches Lengfeld

Lengfeld liegt etwa acht Kilometer südlich der ehemaligen Kreisstadt Dieburg im Dieburger Becken, einem fruchtbaren Lössgebiet, am nördlichen Fuß des Otzbergs in doppelseitig geschlossener Tallage auf einer flachen Vorhöhe. Der Otzberg ist ein erloschener Vulkankegel, der weithin sichtbar die Landschaft in den nördlichen Ausläufern des Odenwalds beherrscht.

### Dorfgliederung und Nachbargemeinden
Das Lengfelder Ortsbild zeigt sich als Haufendorf. Um den alten Ortskern herum wurden immer wieder neue Bebauungsgebiete erschlossen. Bis ins 19. Jahrhundert gab es kaum neue Bauplätze in Lengfeld, das hat sich erst mit der Chaussierung der Straßen nach Reinheim, Nieder-Klingen und Groß-Umstadt geändert. Auch der Bau des Bahnhofs brachte in Lengfeld vermehrt die Nachfrage nach Bauland. In der Nachkriegszeit war Wohnraum knapp, und so entstanden die größten Veränderungen in Lengfeld. Vor einigen Jahren entstand in Lengfeld das erste Otzberger Gewerbegebiet.
Von den insgesamt 13,21 km² entfallen 4,1 % auf bebaute Fläche, 6 % Verkehrsfläche, 60,6 % Wiesen und Äcker, 28,4 % auf Wald und je 0,4 % auf Wasserflächen und sonstige Flächen.
Lengfeld bildet den räumlichen Mittelpunkt der Gemeinde Otzberg, ringsherum sind die anderen Ortsteile (Hering, Habitzheim, Nieder-Klingen, Ober-Klingen und Ober-Nauses) gelegen. Die Gemarkung von Lengfeld grenzt an die Städte Groß-Umstadt, Reinheim und die Gemeinde Höchst im Odenwald.

## Geschichte
Territoriale Zugehörigkeit von Lengfeld (H. = Hessen)

Die Lengfelder Dorfstruktur im Wandel der Zeit

### Bis zum 13. Jahrhundert

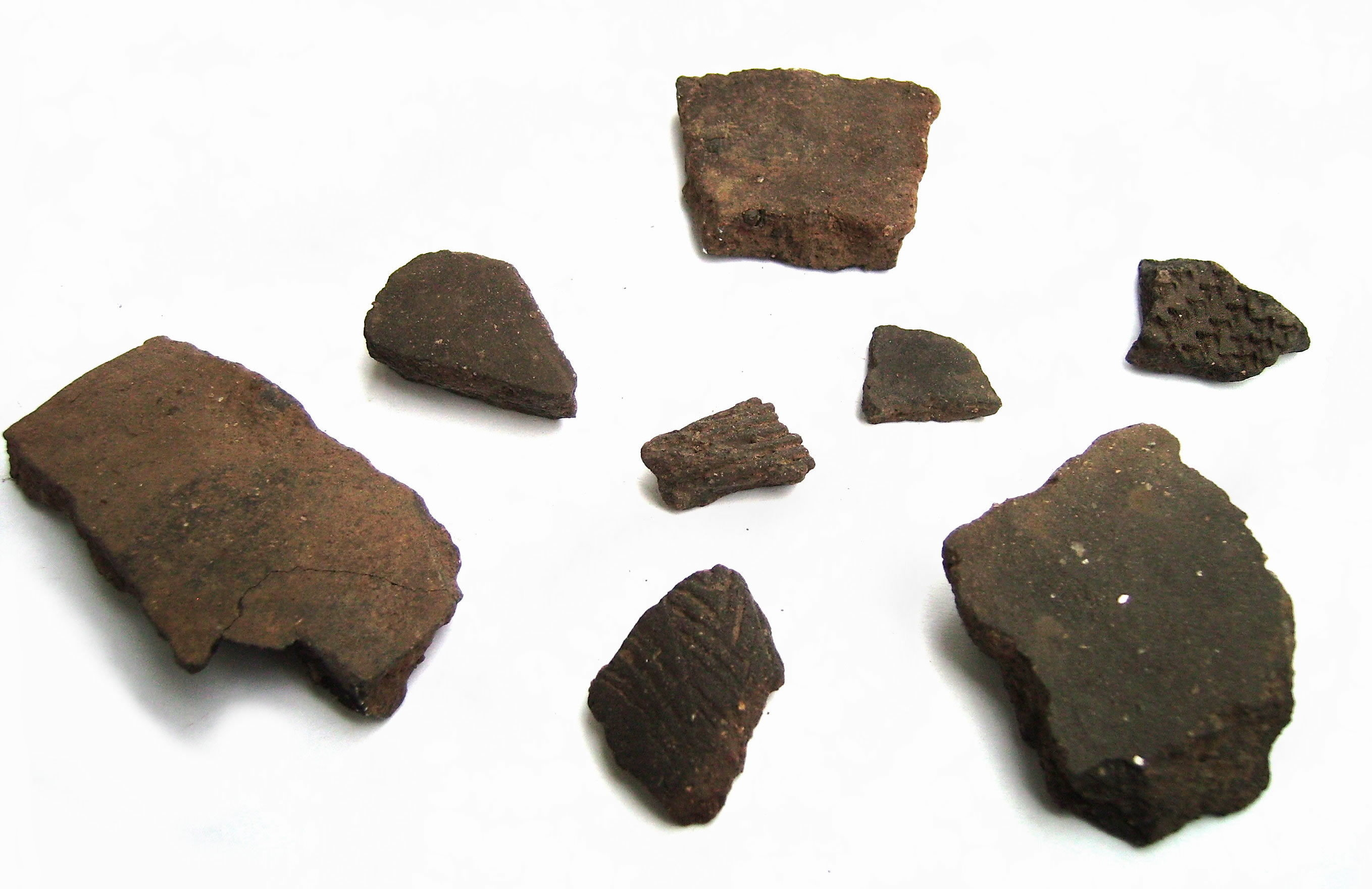
Tonscherben mit Mustern der Rössener Kultur

Die Besiedlung um Lengfeld reicht bis in die Jungsteinzeit (5500 bis 2500 v. Chr.) zurück. Dies beweisen unter anderem Funde, die im Jahr 2008 im Lengfelder Baugebiet Pfarrers Dreispitz (Lage) gemacht wurden. Dort wurden jahrtausendalte Abfallgruben entdeckt, in denen sich unter anderem auch verzierte Tonscherben, deren Muster für die Rössener Kultur typisch sind, befanden.
Um 500 v. Chr. gehörten die Bewohner rund um Lengfeld zu den Kelten.
Auch die Römer hatten eine Siedlung an der Stelle, an der sich heute der Ort Lengfeld befindet. Man nimmt an, dass sie zusammen mit Resten verschiedener germanischer Stämme lebten. Zunächst waren es einzelne Hofreiten (Gehöfte), daraus entstand das Haufendorf mit ringsherum gelegenen Straßenzügen. Die Römer beherrschten die Gegend bis 260, zu diesem Zeitpunkt wurde der Limes vom Osten her von den Alemannen überwunden.
Um 750 gehörte das Gebiet zu Franken. 766 schenkte der Karolinger Pippin III., der Vater Karls des Großen, die villa autmundistat mit Zubehör der Reichsabtei Fulda (autmundistat=Umstadt, heute Groß-Umstadt). Lengfeld gehörte hierbei wohl zum „Zubehör“.
Vermutlich übte bereits Pfalzgraf Konrad die Vogtei über den fuldischen Besitz am Nordrand des Odenwalds aus. Sicher ist, dass 1214 die fuldische Obervogtei über Umstadt und Höchst an die Pfalzgrafen übergegangen ist.
Die Erstnennung Lengfeld datiert später. 1244 wird Lengfeld als fuldischer Pfarrort in einer Urkunde erstmals erwähnt. Die Urkunde bestätigt das Ende eines Streites zwischen der Pfarrgemeinde Lengfeld und dem Konvent des Klosters Höchst durch einen Vergleich. Der Text lautet im Auszug:

„…, daß dem schwebenden Streit zwischen dem Konvent von Höchst und den Burgmannen von Otzberg namens der Pfarrgemeinde Lengfeld über gewisse, dieser Pfarrei gehörige Äcker folgenden Ausgleich zwischen den Parteien erzielt wurde: …“

### 14. bis 18. Jahrhundert

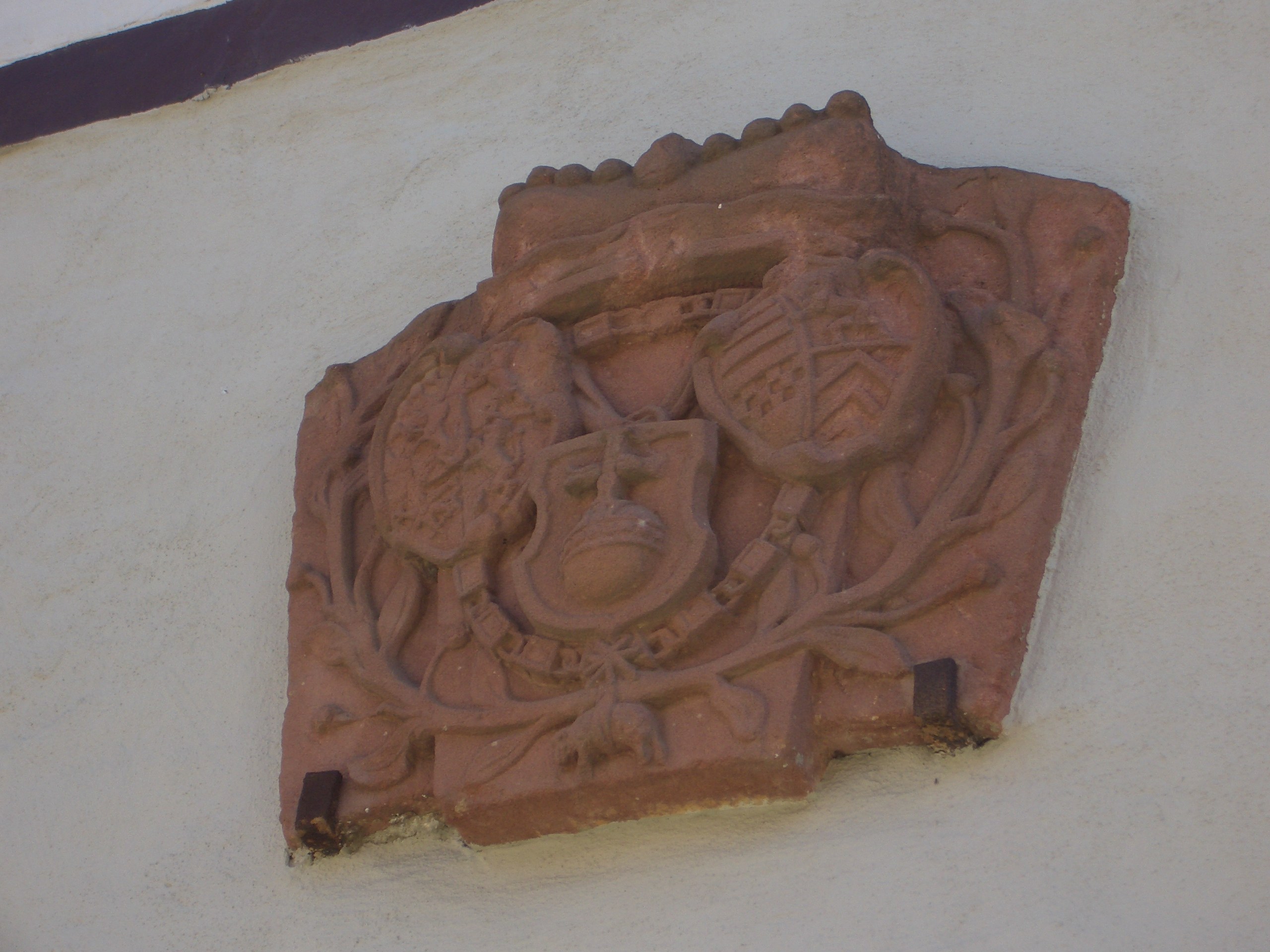
Wappen von Pfalz-Neuburg am Alten Rathaus

Anfang des 14. Jahrhunderts gingen dem Kloster Fulda die Mittel aus, und so verpfändete Fürstabt Heinrich VI. von Hohenberg 1332 Lengfeld an Werner von Anevelt und Engelhard von Frankenstein. Fulda löste das Gut 1374 wieder aus und verpfändete es noch im gleichen Jahr an Ulrich IV. von Hanau. Im Jahr 1390 verkaufte Friedrich I., Abt des Klosters Fulda, Otzberg und die Hälfte von Umstadt zusammen mit der Hanauer Pfandschaft an Pfalzgraf Ruprecht II.
Damit war Lengfeld kurpfälzisch und blieb es zunächst bis 1504. In diesem Jahr ging Lengfeld an den Landgrafen Wilhelm II. von Hessen. Im Streit um das Landshuter Erbe wurde von Kaiser Maximilian gegen den Pfalzgrafen Philipp wegen Landfriedensbruch die Reichsacht erklärt. Landgraf Wilhelm II. von Hessen nahm das Oberamt Otzberg militärisch ein. Er zog mit 20.000 Mann Fußvolk und 2.000 Reitern nach Südhessen und machte Hippenheim und Wächtersbach (beide sind heute Wüstungen) dem Erdboden gleich, auch Lengfeld wird dabei nicht verschont worden sein.
Schon 1507 kam Lengfeld wieder in den Besitz der Pfalz zurück.
Nachdem der Landesherr, Kurfürst Friedrich V. von der Pfalz, im Konflikt mit Kaiser Ferdinand II. um die böhmische Krone der Reichsacht verfiel (1621) und seine pfälzischen Erblande schließlich aufgeben musste, kam Lengfeld unter die Verwaltung von Hessen-Darmstadt und wurde 1626 dem Landgrafen Ludwig V. von Kaiser Ferdinand II. geschenkt.
Bis zum Ende des Dreißigjährigen Krieges blieb Lengfeld hessisch. Der Westfälische Friede sprach dem neuen Pfalzgrafen Karl I. Ludwig die alten Gebiete wieder zu.
1653 gehörte Lengfeld nach dem Aussterben der pfälzischen Linie, zur Herrschaft des Herzogtums Pfalz-Neuburg. Daran erinnert noch der Wappenstein mit dem Wappen von Pfalz-Neuburg am Alten Rathaus aus dem Jahre 1717.

### 19. und 20. Jahrhundert

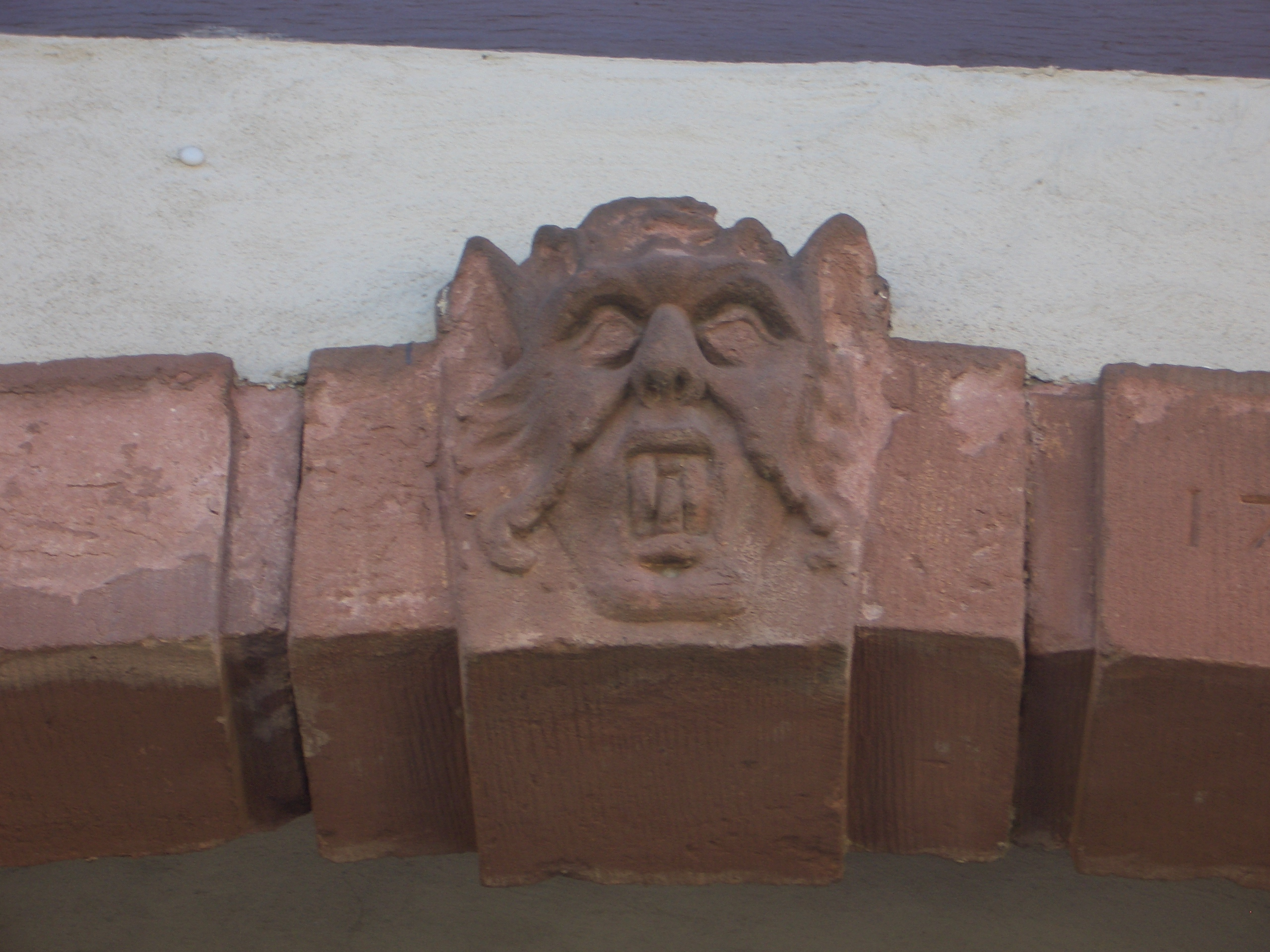
Im Volksmund wird der Abschlussstein am Alten Rathaus als Breilecker von der Burg Breuberg bezeichnet.

Lengfeld blieb kurpfälzisch bis 1803, als der Landgraf von Hessen-Darmstadt durch den Reichsdeputationshauptschluss die rechtsrheinischen Gebiete erhielt.
Die Statistisch-topographisch-historische Beschreibung des Großherzogthums Hessen berichtet 1829 über Lengfeld:

„Lengfeld (L. Bez. Dieburg) Marktflecken; liegt in einer fruchtbaren Gegend 2 St. von Dieburg und 1 St. von Umstadt. Man findet 148 Häuser und 895 Einw., die bis auf 74 Luth., 129 Kath. und 29 Juden reformirt sind; sodann 1 gemeinschaftliche Kirche mit einer ganz neuen Orgel, 1 Pfarrhaus, 2 Schulhäuser, 1 Rathhaus, 1 Synagoge, 2 Mahlmühlen und das Gut des Herrn von Leonhardi zu Frankfurt, das aus Wohnung, Oekonomiegebäuden, Gärten und vielen Güterstücken besteht. Unter den Einwohnern sind 62 Bauern, 77 Handwerker und 12 Taglöhner. In der Gemarkung wird etwas Wein gezogen, auch enthält dieselbe ein bedeutendes Lager von rothen Sandsteinen. Fünf Brüche, nahe bei dem Zipfen, sind eröffnet und liefern eine große Quantität Steine, die sowohl behauen als rauh benutzt werden. Jährlich werden 5 Märkte gehalten. Zwischen Lengfeld, Habizheim und Niederklingen lag das Dorf Huppelnheim. – Lengfeld war früher eine fuldische Besitzung, und erscheint 1244 als ein Pfarrort. Das Kloster Höchst hatte damals den Kirchsatz, so wie dasselbe auch die Kirche zu bauen hatte. Nahe an der Kirche, welche dem h. Gallus geweiht war, soll vor Zeiten ein Kloster gestanden haben. Der Ort hatte früher seinen eigenen Blutbann. Im Jahr 1802 kam Lengfeld von Pfalz an Hessen.“

Lengfeld war bis Mitte des 19. Jahrhunderts ein überwiegend landwirtschaftlich geprägter Ort. Als 1871 die Odenwaldbahn in Betrieb genommen wurde, war das ein bedeutendes Ereignis, das Lengfeld zu einem wirtschaftlichen Aufschwung verhalf, wodurch auch die Einwohnerzahl in die Höhe ging.
Ein dunkler Fleck in der Geschichte von Lengfeld war, wie anderenorts auch, die extreme Judenfeindlichkeit im Dritten Reich. Während der Novemberpogrome 1938 zerstörte ein Kommando von 40 Personen das Inventar der Häuser von zwei noch in Lengfeld lebenden jüdischen Familien. Einen Tag später wurden die Familien ins Konzentrationslager Buchenwald gebracht. Alle Familienmitglieder wurden dort umgebracht.
Während des Zweiten Weltkriegs wurde die landwirtschaftliche Produktion durch kriegsgefangene Zwangsarbeiter aus Polen, Italien und Frankreich aufrechterhalten.
Am 30. März 1945 trafen die Amerikaner von Reinheim her kommend in Lengfeld ein. Die geplanten Widerstandsaktionen des Volkssturms wurden nicht umgesetzt, da die Anführer geflohen waren.

### 1971 bis heute
Am 31. Dezember 1971 fusionierte im Zuge der Gebietsreform in Hessen die Gemeinde Lengfeld mit fünf weiteren Gemeinden freiwillig zur neuen Gemeinde Otzberg. Für die sechs ehemals eigenständigen Gemeinden wurden Ortsbezirke mit Ortsbeirat und Ortsvorsteher nach der Hessischen Gemeindeordnung gebildet.
Durch die geografische Lage innerhalb der Gemeinde hat Lengfeld eine besondere Stellung. So befinden sich die Gemeindeverwaltung und auch die Otzbergschule in Lengfeld. In den letzten Jahren wurde ein Gewerbegebiet mit 15 Hektar ausgewiesen, in dem sich verschiedene Firmen erfolgreich angesiedelt haben.

### Verwaltungsgeschichte im Überblick
Die folgende Liste zeigt die Staaten und Verwaltungseinheiten, denen Lengfeld angehört(e):
- vor 1390: Heiliges Römisches Reich, Kloster Fulda Zent Umstadt (Kondominat)
- ab 1390: Heiliges Römisches Reich, Kurpfalz (durch Kauf) Oberamt Otzberg (zweimal kurzzeitig hessisch)
- ab 1803: Heiliges Römisches Reich, Landgrafschaft Hessen-Darmstadt,[Anm. 2] Amt Otzberg
- ab 1806: Großherzogtum Hessen,[Anm. 3] Fürstentum Starkenburg, Fürstentum Starkenburg, Amt Otzberg
- ab 1815: Großherzogtum Hessen[Anm. 4], Provinz Starkenburg, Otzberg
- ab 1822: Großherzogtum Hessen, Provinz Starkenburg, Landratsbezirk Dieburg[Anm. 5]
- ab 1832: Großherzogtum Hessen, Provinz Starkenburg, Kreis Dieburg
- ab 1848: Großherzogtum Hessen, Regierungsbezirk Dieburg
- ab 1852: Großherzogtum Hessen, Provinz Starkenburg, Kreis Dieburg
- ab 1871: Deutsches Reich, Großherzogtum Hessen, Provinz Starkenburg, Kreis Dieburg
- ab 1918: Deutsches Reich (Weimarer Republik), Volksstaat Hessen, Provinz Starkenburg, Kreis Dieburg
- ab 1938: Deutsches Reich, Volksstaat Hessen, Landkreis Dieburg[14][Anm. 6]
- ab 1945: Amerikanische Besatzungszone,[Anm. 7] Groß-Hessen, Regierungsbezirk Darmstadt, Landkreis Dieburg
- ab 1946: Amerikanische Besatzungszone, Land Hessen, Regierungsbezirk Darmstadt, Landkreis Dieburg
- ab 1949: Bundesrepublik Deutschland, Land Hessen, Regierungsbezirk Darmstadt, Landkreis Dieburg
- ab 1972: Bundesrepublik Deutschland, Land Hessen, Regierungsbezirk Darmstadt,  Landkreis Dieburg, Gemeinde Otzberg[Anm. 8]
- ab 1977: Bundesrepublik Deutschland, Land Hessen, Regierungsbezirk Darmstadt, Landkreis Darmstadt-Dieburg, Gemeinde Otzberg

### Gerichte
Die zuständige Gerichtsbarkeit der ersten Instanz war:
- Zentgericht: Zunächst Umstadt, im 16. Jahrhundert eigene Zent
- ab 1821: Landgericht Umstadt
- ab 1879: Amtsgericht Groß-Umstadt
- ab 1970: Amtsgericht Dieburg

### Geschichte des Weilers Zipfen
Seine Entstehung verdankt Zipfen den Lagerstätten von Sandstein und Basalt in seiner Umgebung. Erstmals wurde es als Lengfelder Forsthof genannt, dann 1784 als der Zipf.
Wirtschaftliche Interessen spielten bei seiner Gründung als Arbeitersiedlung die ausschlaggebende Rolle.
Bis ins 18. Jahrhundert bestand der Weiler Zipfen lediglich aus der Oberförsterei, dem Lengfelder Forsthof. In Krisenzeiten mussten zum Schutz des Forstmeisters Soldaten aus der Garnison Otzberg abgestellt werden.
Gegen Ende des 18. Jahrhunderts wurden bayerische Steinhauer von der kurpfälzisch-bayrischen Regierung nach Zipfen geschickt.
Die ehemalige Ziegelhütte von Zipfen ist ein für die Heimatgeschichte des gesamten Odenwaldes bedeutendes Denkmal. Im Vorderhaus, dem Gasthof Becker, trafen sich 1882 71 Vertreter aus allen Kreisen der Bevölkerung Hessens und gründeten den Odenwaldklub, einen der ersten deutschen Wandervereine.
Vor dem freiwilligen Zusammenschluss zur Gemeinde Otzberg (1972), gehörte der Weiler Zipfen zur Gemeinde Lengfeld.

### Schulgeschichte
Die Anfänge der Schule in Lengfeld
Nach den evangelischen Kirchenakten von 1595 gab es schon in den siebziger Jahren des 16. Jahrhunderts eine Schule in Lengfeld.
Die Schule war nach dem damaligen Landesherrn Kurfürst Ottheinrich reformiert. Ab 1598 bestand die allgemeine Schulpflicht durch die Straßburger Kirchenordnung; wann sie aber im ländlichen Lengfeld umgesetzt wurde, ist nicht bekannt. Schüler einer anderen Konfession als der reformierten musste auch die Möglichkeit gegeben werden, am Unterricht teilzunehmen. Die gemeinsame Nutzung der Kirchen und Schulen war für den streng katholischen Kurfürsten Johann Wilhelm unbefriedigend. Daraufhin wurde in Lengfeld 1701 ein eigenes katholisches Schulhaus erbaut, sodass Lengfeld zwei Schulen hatte, die nebeneinander in der Nähe der Kirche standen.
Das reformierte Schulhaus
Bis 1629 wurde der Unterricht im Pfarrhaus erteilt, was damals üblich war. Danach wurde das ehemalige Beinhaus zum ersten Schulgebäude umgebaut. 1769 wurde dieses Gebäude vollständig abgerissen und im gleichen Jahr ein neues und größeres Schulgebäude errichtet. 1880 veräußerte die Großherzogliche reformierte Kollektur Umstadt die Schule an die Gemeinde Lengfeld. Die Gemeinde hatte schon seit 1832 beabsichtigt, ein neues Schulhaus zu errichten, aber es fehlte das notwendige Geld. Mit dem Erwerb des Schulhauses wurden der Gemeinde auch 26.000 Mark bar ausgezahlt und die reformierte Kollektur von allen weiteren Verpflichtungen freigestellt. Heute befindet sich das Gebäude in privatem Besitz.
Das katholische Schulhaus
Etwa um 1701 wurde in Lengfeld ein katholisches Schulhaus gebaut. Auch katholische Kinder aus Hering besuchten diese Schule. Das Gebäude gehört heute noch der katholischen Kirche.
Die Simultanschule
1874 wurde die Bildung von Simultanschulen Pflicht. Wegen akuter Raumnot brauchte man ein neues Schulgebäude, wofür 1883 ein Grundstück in der Otzbergstraße erworben wurde. Im Herbst 1885 war das neue Gebäude fertiggestellt. 1904 wurde es um einen neuen Schulsaal erweitert. 1906 wurde der Anbau aufgestockt, um einen vierten Schulsaal zu erhalten.
Die Schule hatte mit Beginn des Schuljahres 1970/1971 ausgedient. Von da an wurde der Unterricht in der neuen Otzbergschule gehalten. Im Gebäude der ehemaligen Simultanschule befindet sich heute das Rathaus der Gemeinde Otzberg.

### Wüstungen um Lengfeld
In der Umgebung Lengfelds liegen zwei Wüstungen:
- Der Ort Hippenheim, der erstmals 1220 als Hufilheim genannt wurde, lag zwischen Lengfeld und Nieder-Klingen. Er wurde 1504 in der bayerisch-kurpfälzischen Fehde (Bairische Fehde) von den Truppen des Landgrafen Wilhelm II. von Hessen zerstört. Die Gemarkung von Huppelnheim (so 1438 bezeichnet) wurde zwischen Lengfeld und Nieder-Klingen aufgeteilt.

Dieser Feldzug brachte dem Landgrafen den Beinamen „hessischer Brandmeister“ ein. Die Dörfer des Amtes Otzberg wurden niedergebrannt. Das Städtchen Hering hatte er in Schutt und Asche legen lassen, um die Burg zur Übergabe zu zwingen. 1507 kam das Amt Otzberg wieder zur Pfalz. Die zerstörten Dörfer wurden wieder aufgebaut – nur Hippenheim nicht.
- Ein weiterer Ort namens Unrode wurde 1425 als Vnrade vnwige Oczberg erwähnt. Er war am Fuße des Otzbergs nahe Wiebelsbach gelegen und brannte im Dreißigjährigen Krieg ab. Sein Name im Dreißigjährigen Krieg dürfte wohl das um 1661 benutzte Wort Unterrodt sein. Später wurde es als Unterrod (1741) bezeichnet.

### Bedeutung des Ortsnamens Lengfeld
Der Ortsname Lengfeld setzt sich zusammen aus den Worten länge (Ausdehnung nach vorn und hinten) und feld (im Pflugbau genutztes Land).

„Lange und schmale Felder ergaben sich durch den noch in römischer Zeit eingeführten neuen Pflug, der die Erde umdreht und nicht bloß aufreißt. Man brauchte also nur noch in eine Richtung zu pflügen. Mit dem alten Hakenpflug musste man kreuz und quer zackern. Das gab ‚breite‘, quadratische Felder.“

Die erste urkundliche Erwähnung von Lengfeld fand im Jahr 1244 als Lengevelt statt. Weiter Erwähnungen waren 1327 als Lengenvelt, 1397 als Lengenfelt, 1414 als Lengefeldt sowie 1454 als Lengfelt.

## Bevölkerung

### Einwohnerentwicklung
Lengfeld hatte vor 1500 in etwa 300 bis 350 Einwohner, durch einschneidende Ereignisse, wie den Einfall des Landgrafen von Hessen (1504) und das Auftreten der Beulenpest (1511, 1546 und 1563–1565) wurden die Einwohnerzahlen stark dezimiert.
Einwohnerzahlen:
| • 1806: | 768 Einwohner, 131 Häuser  |
| • 1829: | 895 Einwohner, 148 Häuser  |
| • 1867: | 1063 Einwohner, 196 Häuser |

| Jahr | Einwohner | Jahr | Einwohner | Jahr | Einwohner |
| ---- | --------- | ---- | --------- | ---- | --------- |
| 1573 | 260       | 1846 | 1.075     | 1990 | 2.020     |
| 1608 | 320       | 1879 | 1.165     | 1979 | 1.855     |
| 1633 | 239       | 1919 | 1.520     | 2001 | 2.100     |
| 1636 | 6 Haush.  | 1925 | 1.473     | 2005 | 2.318     |
| 1640 | 130       | 1939 | 1.400     | 2008 | 2.333     |
| 1671 | 183       | 1946 | 1.969     | 2011 | 2.374     |
| 1768 | 469       | 1950 | 1.957     | 2011 | 2.196     |
| 1814 | 863       | 1961 | 1.747     | 2015 | 2.308     |
| 1829 | 895       | 1979 | 1.855     | 2018 | 2.303     |

1636 zählte Lengfeld nur noch sechs Einwohner. Das ist auf eine Besetzung durch das schwedische Heer während des Dreißigjährigen Krieges und das wiederholte Auftreten der Pest (1634–1635)
zurückzuführen, die in der Region sehr stark wütete. Schon 1633 hatte die Einwohnerzahl wegen des Krieges abgenommen.
Während und nach dem Zweiten Weltkrieg stieg die Zahl der Einwohner Lengfelds stark an, eine Folge des Zuzugs von Ausgebombten, Evakuierten, Flüchtlingen und Vertriebenen.
In den letzten Jahren des zweiten Jahrtausends ist die Einwohnerzahl um einige Dutzend zurückgegangen. Doch diese Entwicklung stoppte, als man das Wohngebiet „Brühel“ am Anfang des 21. Jahrhunderts erweiterte, welches heute mit knapp 40 Häusern voll bebaut ist.
Auch die Bebauung des Lengfelder „Dreispitz“ sorgt dafür, dass die Anzahl der Bewohner ständig wächst.

### Zensus 2011
Nach den Erhebungen des Zensus 2011 lebten am Stichtag dem 9. Mai 2011 in Lengfeld 2196 Einwohner. Darunter waren 99 (4,5 %) Ausländer.
Nach dem Lebensalter waren 420 Einwohner unter 18 Jahren, 939 waren zwischen 18 und 49, 471 zwischen 50 und 64 und 366 Einwohner waren älter.
Die Einwohner lebten in 882 Haushalten. Davon waren 222 Singlehaushalte, 243 Paare ohne Kinder und 324 Paare mit Kindern, sowie 75 Alleinerziehende und 18 Wohngemeinschaften. In 156 Haushalten lebten ausschließlich Senioren und in 612 Haushaltungen leben keine Senioren.

### Historische Religionszugehörigkeit
| • 1829: | 0074 lutherische (= 8,27 %), 663 reformierte (= 74,08 %), 29 jüdische (= 3,24 %) und 129 katholische (= 14,41 %) Einwohner |
| • 1961: | 1192 evangelische (= 68,23 %), 533 katholische (= 30,51 %) Einwohner                                                       |

## Politik

### Ortsbeirat
Für Lengfeld besteht ein Ortsbezirk (Gebiete der ehemaligen Gemeinde Lengfeld mit den Weiler Zipfen) mit Ortsbeirat und Ortsvorsteher nach der Hessischen Gemeindeordnung.
Der Ortsbeirat besteht aus fünf Mitgliedern. Seit den Kommunalwahlen in Hessen 2021 gehören ihm vier Mitglieder der CDU und ein Mitglied der Liste „Miteinander für Otzberg“ (MfO) an. Ortsvorsteherin ist Ulrike Bundschuh (CDU).

### Wappen und Flagge

#### Wappen
| Wappen von Lengfeld | Blasonierung: „Schwarzer zweirohriger wasserspendender Brunnen im goldenen Feld.“ |
| Wappen von Lengfeld | Wappenbegründung: Der Brunnen stellt den heute noch existierenden Borngassenbrunnen dar. Er wurde bereits 1903 im Dienstsiegel des Bürgermeisters geführt. Die Farbe Schwarz und das Metall Gold spielen auf die langjährige Zugehörigkeit zur Kurpfalz an. Am 2. November 1950 wurde der Gemeinde Lengfeld durch das Hessische Staatsministerium das Recht zur Führung eines Wappens verliehen. |

#### Flagge
Die Flagge wurde am 18. November 1955 durch das Hessische Innenministerium genehmigt.
Flaggenbeschreibung: „Auf der weißen Mittelbahn des rot-weiß-roten Flaggentuches das Wappen der Gemeinde Lengfeld.“

## Religion
In Lengfeld gibt es zwei christliche Gemeinden: Etwa 1200 Einwohner gehören der evangelischen Gemeinde an. Die heutige evangelische Sankt-Gallus-Kirche wurde etwa im 11. Jahrhundert, vermutlich als Wehrkirche, erbaut. Für das hohe Alter ihres Turmes spricht die frühe Erwähnung in einer Urkunde um 1244. Das Kirchenschiff stammt in seiner heutigen Form von 1772. Aufgrund des Friedens von Rijswijk wurde die Kirche seit 1697 als Simultankirche von der katholischen und evangelischen Gemeinde benutzt. Erst 1963 wurde mit dem Bau einer eigenen katholischen Kirche begonnen, die 1965 geweiht wurde. Der katholischen Gemeinde, die auch eine Wallfahrtsgemeinde ist, gehören etwa 550 Einwohner an.
Die katholische Kirche gehört zur Pfarrei Hering, zusammen mit den Kirchen in Hering und Wiebelsbach. Die Pfarrei Hering gehört seit 2006 zur Pfarrgruppe Otzberg, die aus den Pfarreien Hering und Habitzheim (mit Nieder-Klingen und Ober-Klingen sowie Semd) besteht.
Auch die evangelischen Kirchengemeinden in Lengfeld und Habitzheim werden von einem Pfarrer betreut.

## Sehenswürdigkeiten und Kultur

### Bauwerke
Siehe auch: Liste der Kulturdenkmäler in Lengfeld

#### Altes Rathaus

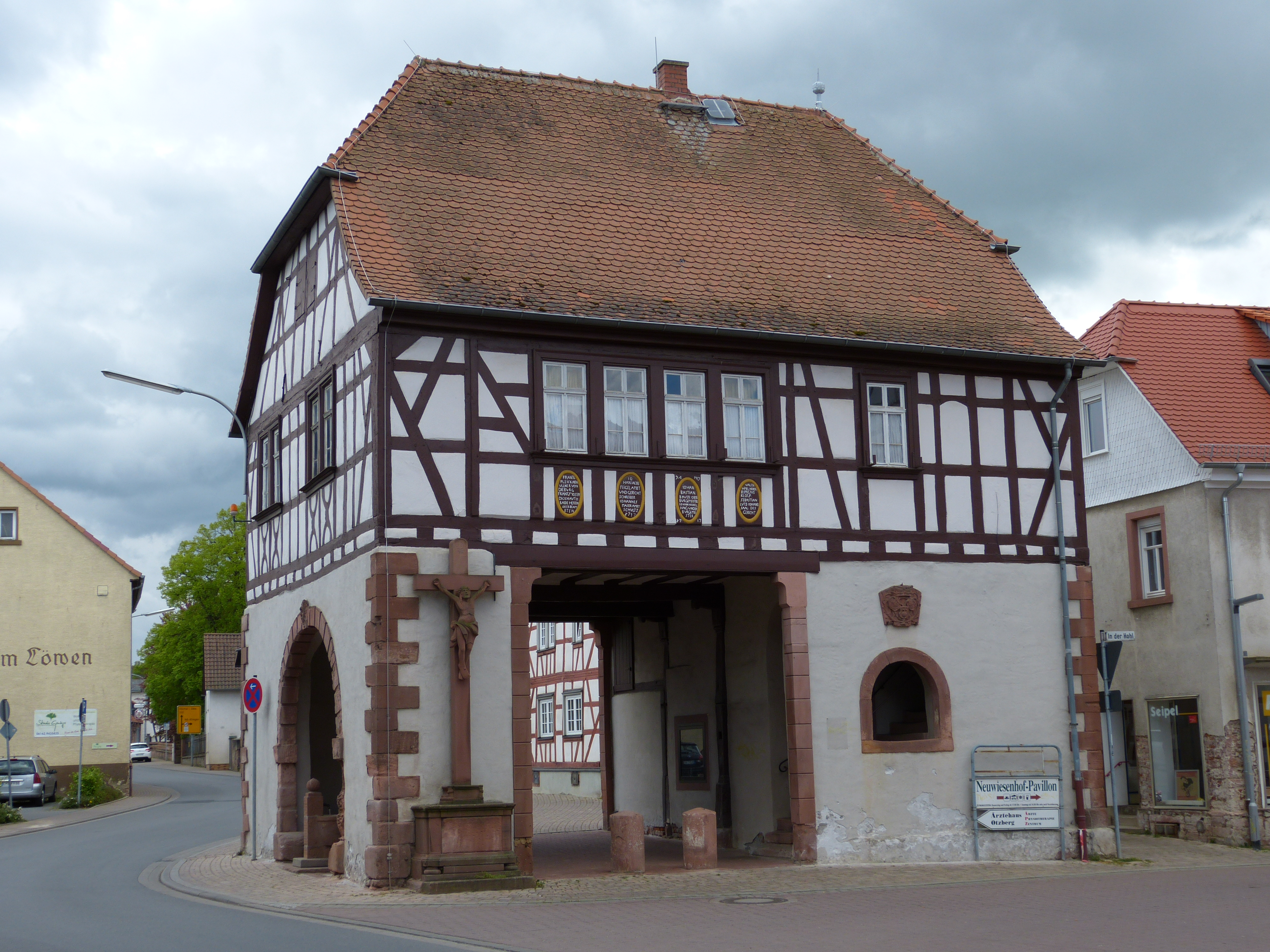
Altes Rathaus in Lengfeld; Erbaut 1717

Das Alte Rathaus, welches sich mitten auf der Straße befindet, wurde 1717 erbaut und unter Bürgermeister Johan Bastian Bauer eingeweiht. Das Rathaus ist seit 1905 denkmalgeschützt; es ist zweigeschossig, mit einem großen Speicher unter dem Krüppelwalmdach. Das Untergeschoss ist massiv aus Bruchsteinen mit Sandstein-Eckquaderung ausgeführt. Das Obergeschoss wurde in Fachwerkbauweise errichtet. Im Untergeschoss besteht eine Durchfahrt in nordsüdlicher Richtung. Bis 1973 wurde der Verkehr noch durch das Rathaus gelenkt und danach erst eine Umgehung des Rathauses gebaut. Ab 1974 befand sich das Museum zur Volkskunde Hessen in den Räumen des Rathauses, von 1984 bis circa 1999 war dort das Spielzeugmuseum, eine Abteilung des Museums Otzberg, eingerichtet. Seit 2009 ist dort das Museum für Odenwälder Volkskultur beheimatet, das ebenfalls von Gerd J. Grein geleitet wird.

#### Zollhaus

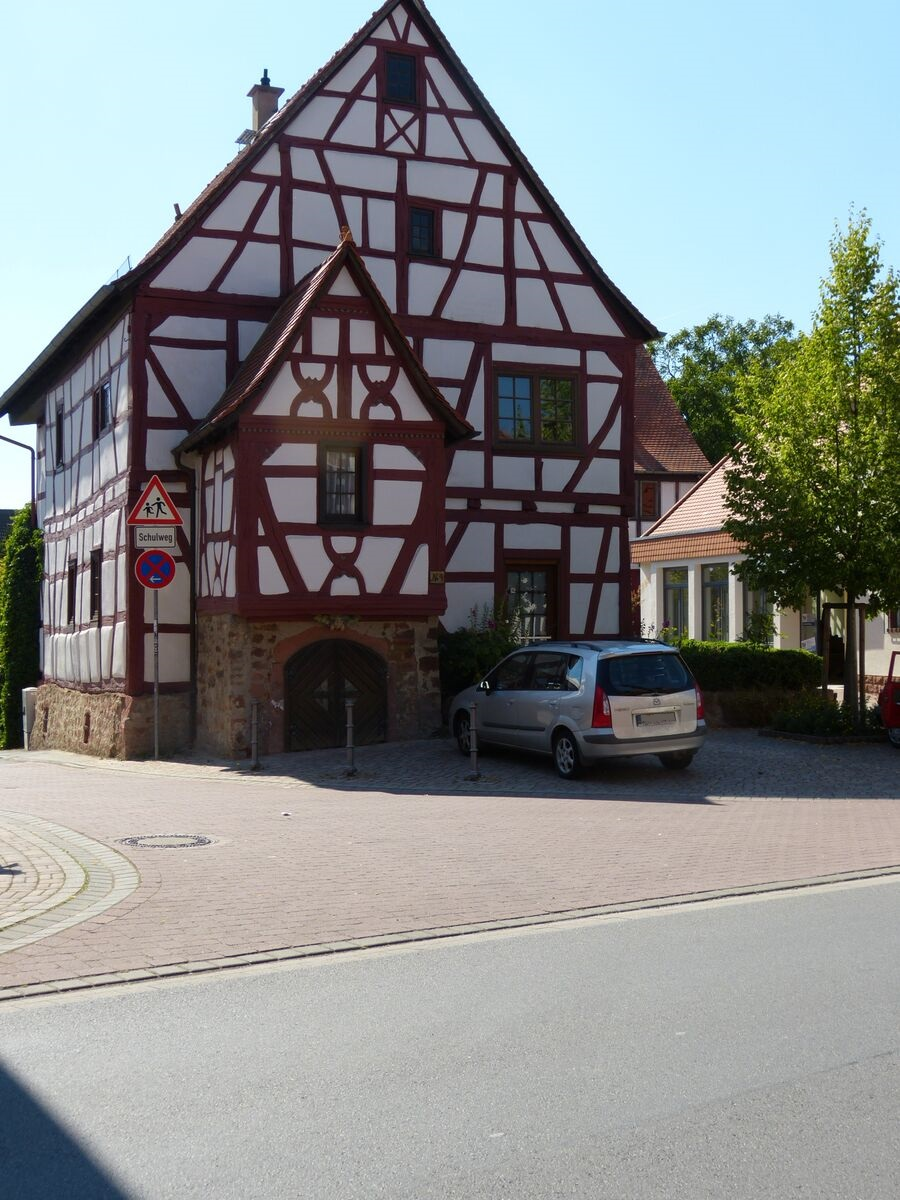
Zollhaus in Lengfeld
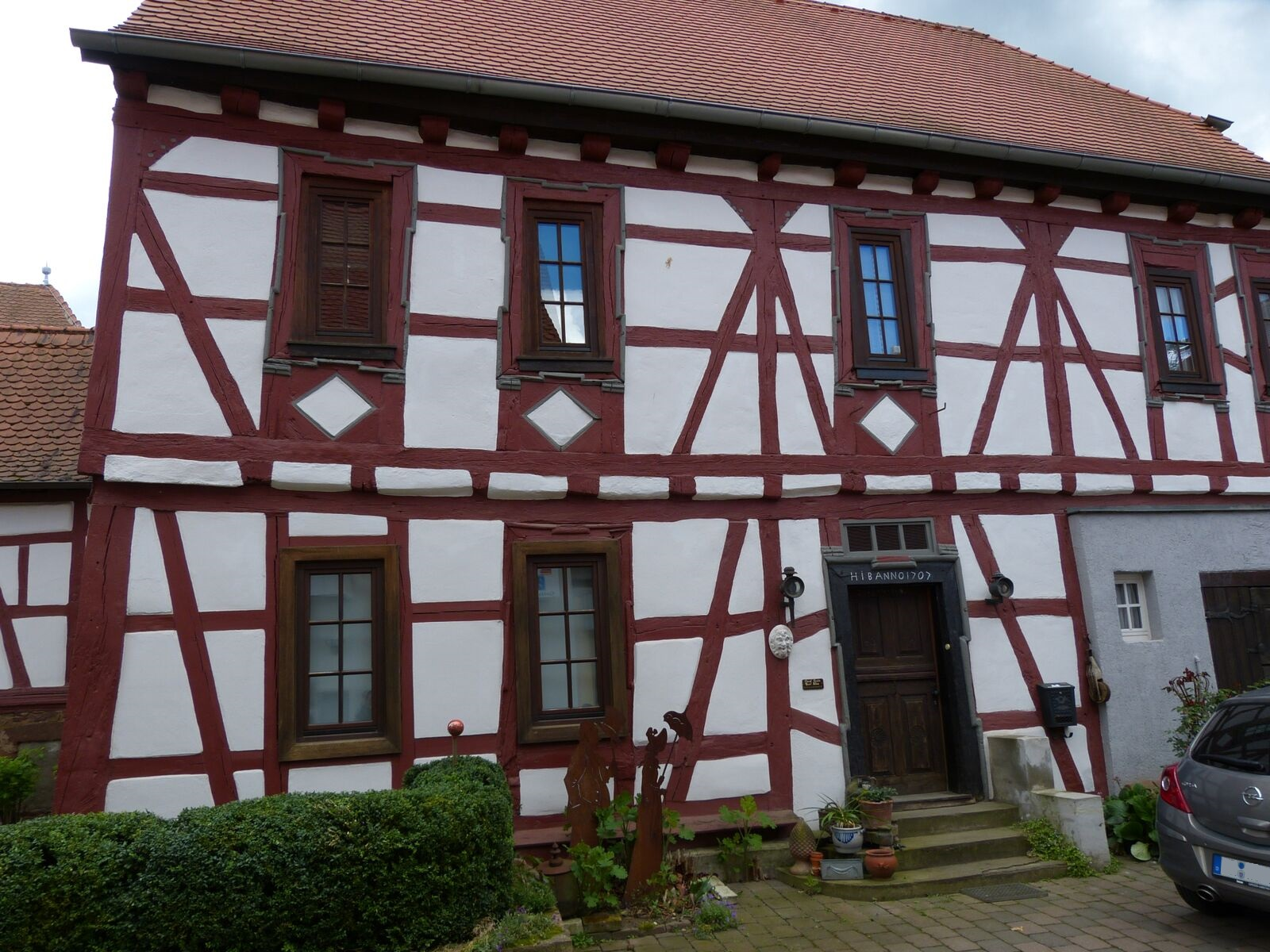
Seitenansicht des Zollhauses, erbaut 1707

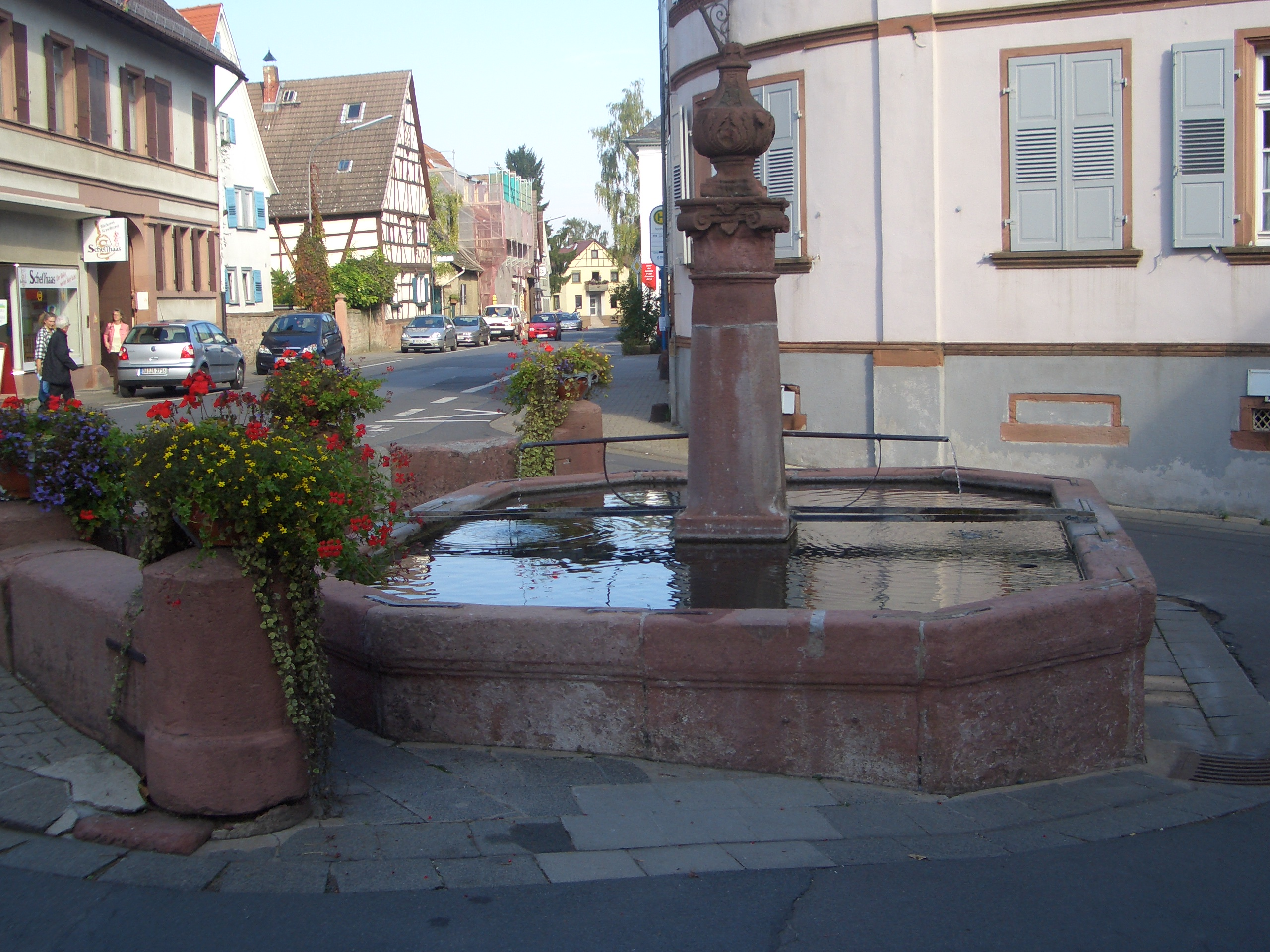
Brunnen an der Borngasse, welcher auch im Wappen zu finden ist

Brunnen am ehemaligen katholischen Schulhaus (Pfarrhausstraße)

In direkter Nachbarschaft zum Alten Rathaus steht das ehemalige barocke Zollhaus von 1707 (Keller von 1521) mit auffälligem Standerker an der Ostseite. Es befindet sich heute in Privatbesitz. Hier wurden Wegzölle erhoben, wenn aus dem Nachbarland Hessen-Darmstadt (Lengfeld und das Oberamt Otzberg waren bis 1803 eine Exklave der Kurpfalz) Waren und andere Güter eingeführt wurden. Heute dient es als Wohnung von Gerd J. Grein und Hubert Alles, den beiden Inhabern des im Alten Rathaus befindlichen Museums.

#### Brunnen
Von den Lengfelder Wahrzeichen, den ursprünglich acht Laufbrunnen, sind zwei erhalten, einer noch in seiner ursprünglichen Form. Der Borngassenbrunnen ist auf dem Lengfelder Wappen zu erkennen, er wurde wahrscheinlich 1753 bis 1754 errichtet.
Der zweite Brunnen wurde 1956 nach Verlegung der Wasserleitung aus Abbruchstücken des Brunnens am katholischen Schulhaus erbaut. Nur noch ein Teil des Brunnenstocks ist von dem Brunnen erhalten, den alte Lengfelder den schönsten Brunnen nannten. Er wurde 1846 erbaut und stand nur 100 Jahre.

#### Bundenmühle
In der „Bundenmühle“, (welche schon im 16. Jahrhundert erwähnt wurde) etwa einen halben Kilometer außerhalb gelegen (49° 49′ 54,6″ N, 8° 53′ 18,4″ O), wurde zwischen 1983 und 1993 die Fernsehserie „Diese Drombuschs“ für das ZDF gedreht. Das Wohnhaus der Mühle ist inzwischen sehr baufällig.
In der Nacht des 5. Januar 2024 brannte die Bundenmühle bis auf die Grundmauern nieder.

#### Heydenmühle
Erstmals urkundlich wurde die Heydenmühle im Jahr 1220 als „Die Mühle im Tal des alten Mühlbaches“. Im Laufe des 19. Jahrhunderts wurden die Wohn- und Wirtschaftsgebäude erneuert sowie im Jahr 1898 das alte Mühlengebäude nach einem Brand neu errichtet. Aus wirtschaftlichen Gründen wurde 1957 der Mühlenbetrieb eingestellt.
Im Jahr 1996 erwarben die Vereine Dolmen e. V. und Lebensgemeinschaft Christopherus e. V. die Mühle, um eine Wohngemeinschaft von Menschen mit und ohne Behinderung zu gründen. Im gleichen Jahr brannte der Mühlenturm erneut ab. 1997 nahmen die Mitarbeiter ihre Tätigkeiten auf; heute leben hier etwa 80 Menschen. Die Heydenmühle e. V. ist Träger der sozialtherapeutischen Einrichtung mit Wohngruppen und einer anerkannten Werkstatt für behinderte Menschen (WfbM). Darüber hinaus dient die Heydenmühle als Veranstaltungszentrum mit Konzerten (Folk, Jazz und klassische Musik) und Ausstellungen.
Im Jahr 2004 wurde das Hofgut „Zur Rose“ in Lengfeld erworben und zu Wohnungen umgebaut. Dort und in der Heydenmühle gibt es heute ebenfalls Wohnungen für Menschen mit und ohne Behinderungen.

#### Weitere Sehenswürdigkeiten
Die Alte Schmiede im Ortskern von Lengfeld ist ein Museum, das nach Absprache besichtigt werden kann. Die Schmiede ist noch vollkommen so eingerichtet, wie der Schmied dort vor 20 Jahren gearbeitet hat.
Die am Ortsrand in Richtung Zipfen gelegene Kakteengärtnerei Andreae beherbergt eine große Kakteensammlung. Sie ist dauerhaft geschlossen.

### Schutzgebiete
Das Natura2000-Gebiet „Wald südlich von Otzberg“ (FFH-Gebiet 6119-301) mit schützenswerten Buchenwaldbeständen liegt in der südlichen Gemarkung von Lengfeld.
Am Hang des Otzbergs befinden sich die Löss-Hohle „Hinterer und vorderer Kuhgraben“ und „Verlängerung hinterer Kuhgraben“, die als geologische Naturdenkmale und Vogelschutzgehölze geschützt sind. Das Naturdenkmal Eichgraben bei Zipfen, ein ehemaliger Sandstein-Steinbruch, gehört ebenfalls zur Gemarkung.

### Regelmäßige Veranstaltungen
Alljährlich findet die Kerb am Sonntag nach dem 16. Oktober (St. Gallus, Patron der evangelischen Kirche) beim Turn- und Sportverein, der Freiwilligen Feuerwehr sowie den Lengfelder Kerbborschen statt. Am ersten Wochenende im August richtet der Schützenverein die „Lengfelder Vorderlader-Tage“ aus. An diesem Wochenende wird mit verschiedenen Kanonen geschossen. Auch ein Western-Markt findet dort statt. Der Turn- und Sportverein richtet jedes Jahr das „Fußball-Wochenturnier“ aus und die Freiwillige Feuerwehr lädt alljährlich zum „Tag der offenen Tür“ ein. Ein weiterer Höhepunkt im Jahreskalender sind die drei gemeinsamen Fastnachtssitzungen des Turn- und Sportvereins und des Schützenvereins.
Alle drei Jahre findet in Otzberg die „Otzberg-Woche“ (erstmalig zur Verschwisterung mit Lencloitre) statt. In Lengfeld ist der Abschluss mit dem Odenwaldtag. Hier gibt es eine Vergnügungsstraße mit Speisen und Getränken. Am letzten Tag zieht der Festumzug durch den Ort, bei dem die Partnergemeinde Lencloître tatkräftig mitwirkt. 
Des Weiteren findet am Dreifaltigkeitssonntag (Sonntag nach Pfingsten) die Lengfelder Wallfahrt der katholischen Kirchengemeinde St. Marien statt. Die Wallfahrt existiert seit ca. 280 Jahren. Sie ist der Schmerzhaften Muttergottes (Gedächtnis der Schmerzen Mariens) gewidmet, die auch die Patronin der Wallfahrtskirche in Lengfeld ist. Zurückzuführen ist die Marienwallfahrt auf eine Verlegung der Fronleichnamsprozession. Deshalb gibt es am Wallfahrtstag eine sakramentale Prozession durch die Straßen von Lengfeld mit Stationen zum Segen an den alten Außenaltäre am alten Rathaus und an der Straßeneinmündung zur Hindenburgstraße.
In der Heydenmühle wurde ein großes und abwechslungsreiches Kulturprogramm mit Folk, Jazz und klassischer Musik geboten. Künstler stellten in der Heydenmühle ihre Arbeiten aus.

### Mundart
- Die Lengfelder hießen und heißen immer noch Schnullkappe. Dies leitet sich aus einer damaligen Trachtengewohnheit ab, anscheinend trugen die Lengfelder gerne eine Schnullkappe.
- Wohlhabende Bauern wurden scherzhaft Stehkrachebauern oder Rübegraf genannt.

### Museen
- Das Museum für Odenwälder Volkskultur ist seit 2009 im Alten Rathaus Lengfeld eingerichtet (geöffnet jeden ersten Sonntag im Monat)[31]
- Im historischen Feuerwehrhaus in Lengfeld gab es das Automuseum „Galeria Auto D’Epoca“.[32] Es stellte etwa 15 Autos und 6 Motorräder aus.[33] 2024 wurde das Museum geschlossen , weil das Gebäude verkauft werden soll.[34]
- Die Alte Schmiede befindet sich in Lengfeld. Zur Besichtigung sind Terminabsprachen nötig (Museum Sammlung zur Volkskunde in Hessen).

### Vereine und Vereinigungen
Das deutsche Liedgut sowie der Drang nach Naturerlebnissen waren die ersten Anlässe für Vereinsgründungen in Lengfeld. So wurden 1864 der Gesangverein Frohsinn und 1882 der Odenwaldklub gegründet.
Die Freiwillige Feuerwehr besteht seit 1925. Der älteste gefundene Hinweis, dass es in Lengfeld bereits früher eine Art Feuerwehr gab, stammt aus dem Jahr 1735. In diesem Jahr gab die Gemeindekasse 27 Kreuzer aus für Wein und Weck als Entschädigung für die Feuerläufer, die in der Nacht zum Löschen gelaufen sind.
Heute gibt es in Lengfeld rund 20 Vereine und Vereinigungen.

## Wirtschaft und Infrastruktur

### Wirtschaftliche Bedeutung in Lengfeld
Bevor 1871 die Odenwaldbahn fertiggestellt war, war Lengfeld ein hauptsächlich landwirtschaftlich geprägter Ort. Dies änderte sich bis auf ein paar Ausnahmen (Sägewerk usw.) bis zur Fertigstellung des Gewerbegebietes im Jahr 2000 nicht. Dass ein großes Gewerbegebiet erschlossen wurde, ist auf die Initiative des ehemaligen Bürgermeisters Müller (2000 verstorben im Amt) zurückzuführen. Die Ringstraße im Gewerbegebiet trägt seinen Namen.
Im Gewerbegebiet hat sich unter anderem die CEVA Logistics auf einer Fläche von ca. 43.000 Quadratmetern niedergelassen. Hier werden Reifen gelagert und weiterverteilt.
Der in Fachkreisen bekannteste Betrieb dürfte die Firma Eurokart von Adolf Neubert sein, der sich dem Vertrieb von Karts und Zubehör widmet. Für das Unternehmen fuhren spätere Motorsportgrößen wie Michael Schumacher, Stefan Bellof, Bernd Schneider sowie Timo Glock und konnten damit ihre ersten Erfahrungen im Motorsport sammeln.
Des Weiteren ist Lengfeld heute hauptsächlich geprägt von Klein- und Mittelbetrieben sowie der Landwirtschaft.

### Verkehr

#### Straßenanbindung

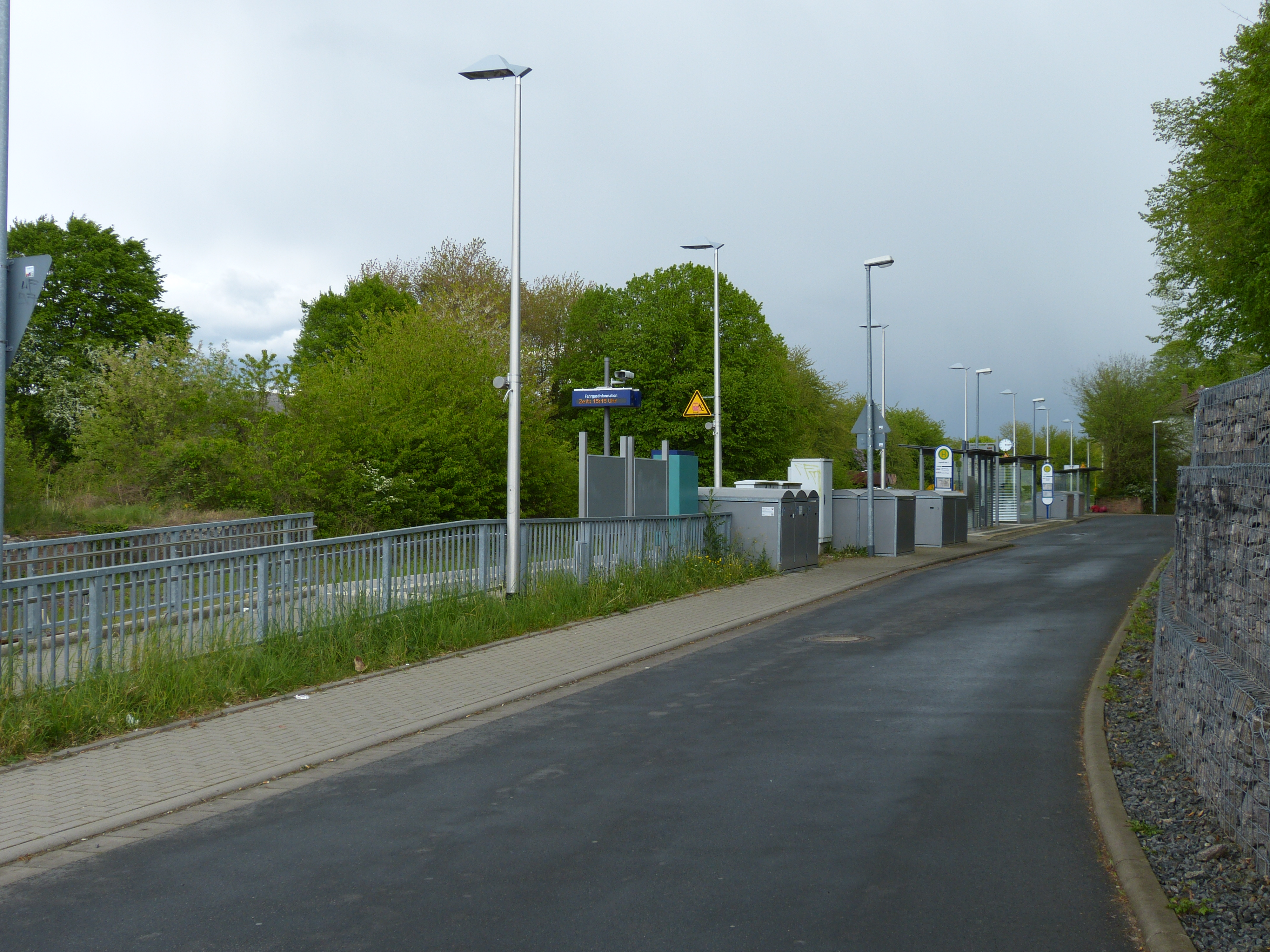
Haltepunkt Otzberg-Lengfeld

Durch Lengfeld führt die Bundesstraße 426 von Obernburg am Main über Darmstadt bis nach Riedstadt am Rhein.
Diese Straße bietet sich für den LKW-Verkehr als Ost-West-Verkehrsachse durch den Landkreis Darmstadt-Dieburg als Alternative zu den längeren und mautpflichtigen Strecken der Bundesautobahnen 5 und 3 an. Dies bedeutet aber eine stärkere Belastung der Anwohner an der B 426.
In circa 5 Kilometer Entfernung verläuft die Bundesstraße 45, sie verbindet den Odenwald mit dem Frankfurter Raum.
Über die Bundesstraße 45 kann man die Bundesautobahn 3, die Bundesautobahn 66 und die Bundesautobahn 45 erreichen. Die Bundesstraße 426 führt bei Pfungstadt an der Bundesautobahn 5 vorbei und kreuzt die Bundesautobahn 67.
Alle Bundesautobahnen sind in circa 30 Minuten zu erreichen.

#### Bus- und Bahnanbindung
In Lengfeld befindet sich der Haltepunkt Otzberg-Lengfeld der Odenwaldbahn. Dort bestehen regelmäßige umsteigefreie Verbindungen nach Frankfurt am Main über Darmstadt sowie nach Eberbach über Erbach sowie Busverbindungen nach Groß-Umstadt, Darmstadt, Reinheim und auch innerhalb der Otzberger Ortsteile.

### Medien
In Otzberg gibt es die Wochenzeitung Otzberg-Bote mit aktuellen Nachrichten über die Gemeinde und ihre Ortsteile. Sie ist gleichzeitig Amtsblatt der Gemeinde Otzberg.
Auch der Regionalteil des Darmstädter Echos berichtet unregelmäßig über Otzberg und Lengfeld.

### Bildung
Otzbergschule 

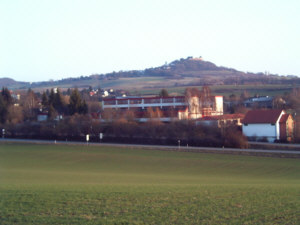
Die Otzbergschule

In Lengfeld ist die Mittelpunktschule der Gemeinde Otzberg mit einer Grundschule, Förderstufen der Klassen 5 und 6, sowie einer Haupt- und einer Realschule untergebracht.
1964 gründeten die Orte Lengfeld, Habitzheim, Nieder- und Ober-Klingen, Hering und Ober-Nauses einen Schulzweckverband.
Der Unterricht wurde zu Beginn des Schuljahres 1970/1971 aufgenommen.
Die Schülerinnen und Schüler aus den anderen Orten werden mit Bussen zur Otzbergschule gebracht.
Seit der Grundsteinlegung wurde die Schule dreimal erweitert. Daneben existiert weiterhin eine Grundschule in Habitzheim.
Das nächste Gymnasium ist das Max-Planck-Gymnasium in Groß-Umstadt.

## Persönlichkeiten

### Söhne und Töchter der Gemeinde
- Jacob Walter (* 31. Mai 1855; † 16. Juni 1922 in Darmstadt) war ein Landwirt, Interessenvertreter und Mitglied der Ersten Kammer der Landstände des Großherzogtums Hessen
- Manfred Spitzer (* 27. Mai 1958 in Lengfeld) ist ein Psychiater, Psychologe, Hochschullehrer sowie ärztlicher Direktor der Psychiatrischen Universitätsklinik in Ulm

### Persönlichkeiten, die vor Ort gewirkt haben
- Gerd J. Grein (* 16. Dezember 1944 in Langen) war bis 2008 Museumsleiter des Museums Otzberg und hessischer Volkskundler. Er lebt heute in Lengfeld und führt weiterhin das Museum im alten Rathaus.
- Patrick Koch (* 18. März 1976 in Groß-Umstadt) ist ein hessischer Politiker (SPD), heutiger Bürgermeister der Stadt Pfungstadt und ehemaliger Abgeordneter des Hessischen Landtags.